# Nik'a Gagnidze
Nik'a Gagnidze (in georgiano ნიკა გაგნიძე?; Gori, 20 marzo 2001) è un calciatore georgiano, centrocampista del Kolos Kovalivka.

## Carriera

### Club
Gagnidze è cresciuto nel settore giovanile del Dila Gori dove milita dall'età di 16 anni. Il 3 aprile 2019 ha debuttato in prima squadra nell'incontro di Erovnuli Liga perso 2-1 contro il Saburtalo Tbilisi. Ha segnato la sua prima rete la stagione successiva, l'11 luglio 2020, nell'incontro di campionato vinto 4-0 contro il Merani Tbilisi. Nel 2021 è stato nominato nell'11 ideale del torneo dalla federazione georgiana.
Il 15 marzo 2022 ha rinnovato il suo contratto ed il 20 luglio è stato prestato all'Ümraniyespor neopromosso in Süper Lig. Utilizzato in sole tre partite, a dicembre ha fatto ritorno al Dila dove è stato nominato capitano.

### Nazionale
Ha giocato nella nazionale georgiana Under-19.
Il 15 giugno 2023 è stato convocato dalla nazionale Under-21 georgiana per il campionato europeo.
Nel maggio 2025 viene convocato in nazionale maggiore, esordendo il 5 giugno successivo nell'amichevole vinta 1-0 contro le Fær Øer.

## Statistiche

### Presenze e reti nei club
Statistiche aggiornate al 20 novembre 2023.
| Stagione        | Squadra         | Campionato      | Campionato | Campionato | Coppe nazionali | Coppe nazionali | Coppe nazionali | Coppe continentali | Coppe continentali | Coppe continentali | Altre coppe | Altre coppe | Altre coppe | Totale | Totale |
| Stagione        | Squadra         | Comp            | Pres       | Reti       | Comp            | Pres            | Reti            | Comp               | Pres               | Reti               | Comp        | Pres        | Reti        | Pres   | Reti   |
| --------------- | --------------- | --------------- | ---------- | ---------- | --------------- | --------------- | --------------- | ------------------ | ------------------ | ------------------ | ----------- | ----------- | ----------- | ------ | ------ |
| 2019            | Dila Gori       | EL              | 15         | 0          | CG              | 0               | 0               |                    | -                  | -                  |             | -           | -           | 15     | 0      |
| 2020            | Dila Gori       | EL              | 13         | 3          | CG              | 3               | 0               |                    | -                  | -                  |             | -           | -           | 16     | 3      |
| 2021            | Dila Gori       | EL              | 28         | 7          | CG              | 2               | 0               | UECL               | 0                  | 0                  |             | -           | -           | 30     | 7      |
| 2022            | Dila Gori       | EL              | 18         | 3          | CG              | 0               | 0               | UECL               | 0                  | 0                  |             | -           | -           | 18     | 3      |
| lug.-dic. 2022  | Ümraniyespor    | SL              | 2          | 0          | CT              | 1               | 0               |                    | -                  | -                  |             | -           | -           | 3      | 0      |
| 2023            | Dila Gori       | EL              | 24         | 6          | CG              | 1               | 0               | UECL               | 0                  | 0                  |             | -           | -           | 25     | 6      |
| Totale carriera | Totale carriera | Totale carriera | 100        | 19         |                 | 7               | 0               |                    | 0                  | 0                  |             | -           | -           | 107    | 19     |